# Bielawa Dolna (stacja kolejowa)
Bielawa Dolna – posterunek odgałęźny, a dawniej stacja kolejowa w Bielawie Dolnej, w gminie Pieńsk, w powiecie zgorzeleckim, w województwie dolnośląskim, w Polsce. Został otwarty w czerwcu 1874 roku przez OLE.